# Friedrich Wilhelm Heinrich Frommhagen
Friedrich Wilhelm Heinrich Frommhagen (* 27. Dezember 1815 in Werben; † 11. Juli 1871 in Stendal) war ein deutscher Kommunalpolitiker.
Frommhagen war von 1848 bis zu seinem Tod im Jahr 1871 Bürgermeister der Stadt Stendal. 1870/1871 saß er zudem für die Konservativen als Abgeordneter im Preußischen Abgeordnetenhaus (11. Legislaturperiode).
Nach ihm wurde in Stendal die Frommhagenstraße benannt.